# Fiac
Fiac település Franciaországban, Tarn megyében. Lakosainak száma 927 fő (2022. január 1.). Fiac Saint-Gauzens, Ambres, Briatexte, Cabanès, Damiatte, Labastide-Saint-Georges, Lavaur, Teyssode és Viterbe községekkel határos.

## Népesség
A település népességének változása:
| Lakosok száma | 914  | 933  | 944  | 925  | 921  | 926  | 926  | 925  | 927  |
|               | 2013 | 2015 | 2016 | 2017 | 2018 | 2019 | 2020 | 2021 | 2022 |